# گافس کورنر (کنتاکی)
گافس کورنر (به انگلیسی: Goffs Corner) یک منطقهٔ مسکونی در ایالات متحده آمریکا است که در شهرستان کلارک، کنتاکی واقع شده‌است. گافس کورنر ۲۴۴٫۱۵ متر بالاتر از سطح دریا قرار دارد.